# Alton Adams
Œuvres principales
Virgin Islands March
Alton Adams (né le 4 novembre 1889 à Charlotte Amalie, îles Vierges américaines, décédé dans cette même ville le 23 novembre 1987) est un compositeur américain, le premier homme noir à devenir chef de musique militaire dans l'US Navy à partir de 1917. Ses compositions ont été reprises par les groupes de John Philip Sousa et Edwin Franko Goldman. Sa marche The Governor's Own de 1921, est le premier titre de l'album du bicentenaire Pride of America produit par la New World Records.

## Biographie
Adams entre à l'école élémentaire puis devient apprenti charpentier et cordonnier. Durant cette période, il nourrit un vif intérêt pour la musique et la littérature. Il apprend le piccolo, au motif que ce petit instrument est moins cher qu'une flute classique, et rejoint le Saint Thomas Municipal Band en 1906. Dans le même temps, il prend des cours par correspondance avec le Dr. Hugh A. Clark de l'Université de Pennsylvanie et étudie la théorie de la musique et la composition, jusque tard dans la nuit. En juin 1910, il quitte le groupe municipal et fonde son propre groupe, le Adams Juvenile Band. Ce groupe se développe rapidement et s'intègre à la société de Charlotte Amalie, capitale et principal port des Îles Vierges américaines. Il joue pour divers évènements, entre autres pour des œuvres de charité, et font régulièrement des concerts au lieu au kiosque à musique municipal de l'Emancipation Garden, le « jardin de l'Émancipation », un lieu qui rappelle que le gouverneur von Scholten proclama la liberté des esclaves en 1848.
Adams commence à compter sur les magazines de musique en provenance du continent américain pour y puiser des idées et parfaire son apprentissage. Il sa passionne pour la lecture et l'écriture et dès 1910, il publie dans la revue The Dominant, un article consacré au compositeur noir Samuel Coleridge-Taylor. En 1915, il devient éditeur de musique pour le compte du The Herald, un journal de Saint-Croix. L'année suivante, il est chroniqueur dans le mensuel Boston’s Jacobs’ Band. Il se concentre sur les principaux musiciens du pays comme John Philip Sousa et Edwin Franko Goldman.
Son style expressif est le reflet de la philosophie d'un idéalisme social, marquant l'importance de rôle éducatif de la musique dans la communauté. À la veille de leur entrée dans le premier conflit mondial, les États-Unis achètent les îles Vierges au Danemark. Ceci représente une opportunité sans précédent pour Adams qui possèdent tous les atouts pour réussir sur le continent. Il n'est pas marqué politiquement et son statut administratif et son engagement au service de la communauté vont lui permettre de tirer parti de la situation.
Le 2 juin 1917, Adams et son groupe, le Juvenile Band, sont incorporés dans l'US Navy. Il devient ainsi le premier homme noir américain à recevoir une nomination officielle dans la Navy comme chef de musique militaire, et ce depuis au moins la guerre de 1812. Cette situation est le fruit de circonstances exceptionnelles : la nécessité d'établir des ponts entre une administration navale exclusivement composée d'hommes blancs et une population majoritairement noire. Adams use de son statut de chef de musique et de Chief Petty Officer au sein de la Navy pour manifester son pouvoir, sa richesse et son influence. Cela a aidé la Navy à désamorcer les tensions raciales dues à la présence du corps naval pendant le conflit : le groupe, et Adams en particulier, ont également éduqué l'administration navale aux mœurs et coutumes locales et ont pu faire part des besoins des habitants des iles. Adams conforte ainsi son rôle de leader social et devient un officier de l'antenne locale de la Croix-Rouge, œuvrant pour la création d'une bibliothèque publique à Charlotte Amalie, et développant le programme éducatif sur l'enseignement de la musique dans les écoles publiques.
Il voyage pour la première fois aux États-Unis en 1922 pour y étudier les programmes d'enseignement de la musique. Il atteint le point culminant de sa carrière navale en 1924 lors d'un voyage sur la côte est : Adams et son groupe des Îles Vierges en tête obtiennent leur consécration lors des émissions radiophoniques auxquelles ils participent et les concerts et qu'ils donnent à Hampton Roads en Virginie, à Washington, Philadelphie, New York et Boston. La musique d'Adams est dans le style de John Philip Sousa. Elle communique l'énergie avec une essence patriotique. Parmi ses œuvres les plus célèbres, on cite la Virgin Islands March de 1919, The Governor's Own de 1921 et The Spirit of the U.S.N. de 1924, dédiée au président Calvin Coolidge. Ce voyage marquera l'apogée du groupe qui ne retrouvera jamais la notoriété qu'il a acquise lors de ses parades à Harlem.
En 1931, l'unité de Adams est transférée dans la baie de Guantánamo à Cuba quand le gouvernement naval cède la place à une administration civile. Ce qui a pour conséquence de séparer Adams de sa famille et de ses amis et de la source de son influence sociale. Seules une douzaine de ses nombreuses œuvres ont survécu à l'incendie qui détruit sa maison de St. Thomas, emportant sa fille Hazel dans les flammes ainsi que de nombreux manuscrits et autres compositions inédites. En 1933, il prend sa retraite de l'armée et rentre à St. Thomas où il se passe peu de temps avant qu'il ne reprenne ses  fonctions au sein du programme d'enseignement de la musique à l'école. Il fait un bref retour éditorial au journal The Bulletin, interrompu par la Seconde Guerre mondiale où il reprend du service. Renvoyé à Guantánamo, Adams obtient l'autorisation de monter un nouveau groupe au intégrant huit des anciens membres pour constituer un groupe inter-racial. Le groupe est une nouvelle fois transféré, cette fois-ci à Porto Rico. Adams quitte l'US Navy définitivement en 1945.
De retour à St. Thomas, il répond à une demande pour ouvrir davantage de chambres d'hôtel. Il transforme sa maison qui devient la Adams 1799 Guest House. En 1952, Adams devient membre de la Virgin Islands Hotel Association et en est rapidement élu président jusqu'en 1971. Il est alors journaliste, notamment pour Associated Press et Associated Negro Press. Il contribue régulièrement au George Schuyler’s Pittsburgh Courier. En 1963, il redédicace sa composition Virgin Islands March aux gens de l'ile. En 1982, cette marche devient l'hymne de l'ile. Vers 1983, Adams ferme son hôtel et meurt le 23 novembre 1987, quelques jours après son 98e anniversaire.

## Compositions

### Marches
- Ingolf March (1910), perdue
- Virgin Islands March (1919)
- The Governor's Own (1921)
- Spirit of the U.S.N. (1924)

### Valses
- Caribbean Echoes
- Childhood Merriment, dédiée à tous ses enfants, et notamment sa fille Hazel qui a créé le thème principal.

### Bamboulas
- Bull Passin'

### Solos
- Warbling in the Moonlight (piccolo avec accompagnement)
- Doux Rêve d'Amour (piano, 1912)

### Chansons
- Sweet Virgin Isles (1925)
- Welcome to Our President (1934)